# Guidarello Guidarelli
Guidarello Guidarelli (Ravenna, 1450-60 ca. – Imola, 6-7 marzo 1501) è stato un mercenario italiano al servizio di Cesare Borgia.
Famosa è la sua statua giacente sulla lastra tombale, oggi conservata nel Museo d'arte della città di Ravenna.

## Biografia
(Bernardino Catti, La morte di Guidarello cavaliere ravennate, 1502)

### Una vita da condottiero
Guidarello Guidarelli nacque a Ravenna, al secolo facente parte dei domini della Repubblica di Venezia, tra il 1450 e il 1460  da una famiglia d'origine fiorentina trasferitasi nella città romagnola agli inizi del XV secolo. È il primo di sette figli, erano tre maschi e quattro femmine, e il padre, Francesco, era notaio. I Guidarelli erano una casata patrizia dell'ordine senatorio, conti e cavalieri del Sacro Romano Impero. Uomo d'arme, Guidarello (ancora in giovanissima età) venne insignito, appunto, del rango di cavaliere dall'imperatore Federico III d'Asburgo, nel 1468. Nel settembre del 1498 combatté come condottiero al fianco dell'esercito veneziano nella guerra che vide contrapposte Firenze e Pisa (quest'ultima sostenuta militarmente dalla Serenissima Repubblica di Venezia) sul lago di Bientina. Prese parte all'assedio di Marradi (conquistata il 22 settembre 1498) e partecipò ad un consiglio di guerra in Valdarno con alcuni capitani di ventura (tra cui Guidobaldo da Montefeltro, Annibale II Bentivoglio, Astorre Baglioni e Bartolomeo d'Alviano). Agli inizi del 1499 fu assoldato fra le truppe di papa Alessandro VI. Nell'agosto partì per la Croazia per combattere nella città di Veglia contro i turchi ottomani, ma non al soldo della Chiesa, bensì della Serenissima Repubblica di Venezia, per poi tornare a servire il Papa nel dicembre dello stesso anno, tra le file di Cesare Borgia. All'epoca Guidarello era sposato con Benedetta Del Sale, appartenente alla nobile famiglia dei Del Sale.
Ricevuta la nomina di capitano al servizio del Valentino, Guidarello si trasferì ad Imola per prendere parte a quella campagna militare che avrebbe portato Cesare Borgia a conquistare in breve tempo la Romagna anche con l'apporto del suo luogotenente e sicario Michelotto Corella. Imola fu la prima città del piano papale ad essere conquistata (24 novembre 1499) e gli Sforza furono i primi signori ad essere cacciati, permettendo al Valentino di assumere direttamente il potere della città. Fu poi la volta di Forlì e, dopo una breve pausa, anche di Cesena, Rimini e Pesaro (al confine tra le Marche e la Romagna). Durante tutto il periodo della guerra Guidarello, oltre che condottiero al servizio della famiglia Borgia (e quindi del Papa), svolse pure il ruolo di informatore per la Repubblica di Venezia. Dal 3 ottobre del 1500 cominciò ad inviare dispacci da Forlì per tenere informati i veneziani circa i movimenti dell'esercito pontificio sulla conquista di Faenza, specificando anche la disposizione delle truppe ed eventuali strategie adottate o da adottare. Il 9 novembre dello stesso anno, al comando di venti balestrieri e duecento cavalieri, si affacciò ad una delle porte di Faenza con l'intento di provocare il nemico, ma senza suscitare alcuna reazione. Appostato sotto le mura della città Cesare Borgia procedette ad un primo attacco, ma la forte resistenza che dimostrava la città faentina, associata alla difficoltà logistiche dovute ad un inverno particolarmente rigido e nevoso, costrinsero il Valentino a rimandare l'offensiva alla primavera successiva, ritirandosi nel frattempo a Cesena. Il successivo attacco alla città riuscì e il 25 aprile 1501 Faenza capitolò.

### Morte
(Bernardino Catti, La morte di Guidarello cavaliere ravennate, 1502)
Durante il periodo di carnevale del 1501, in attesa di sferrare l'attacco decisivo su Faenza, Cesare Borgia si dilettava con i suoi passatempi preferiti: tornei, corride e balli in maschera. Fu proprio in occasione del gran ballo mascherato organizzato ad Imola per l'ultimo giorno di febbraio che Guidarello Guidarelli sarebbe stato ferito a morte.

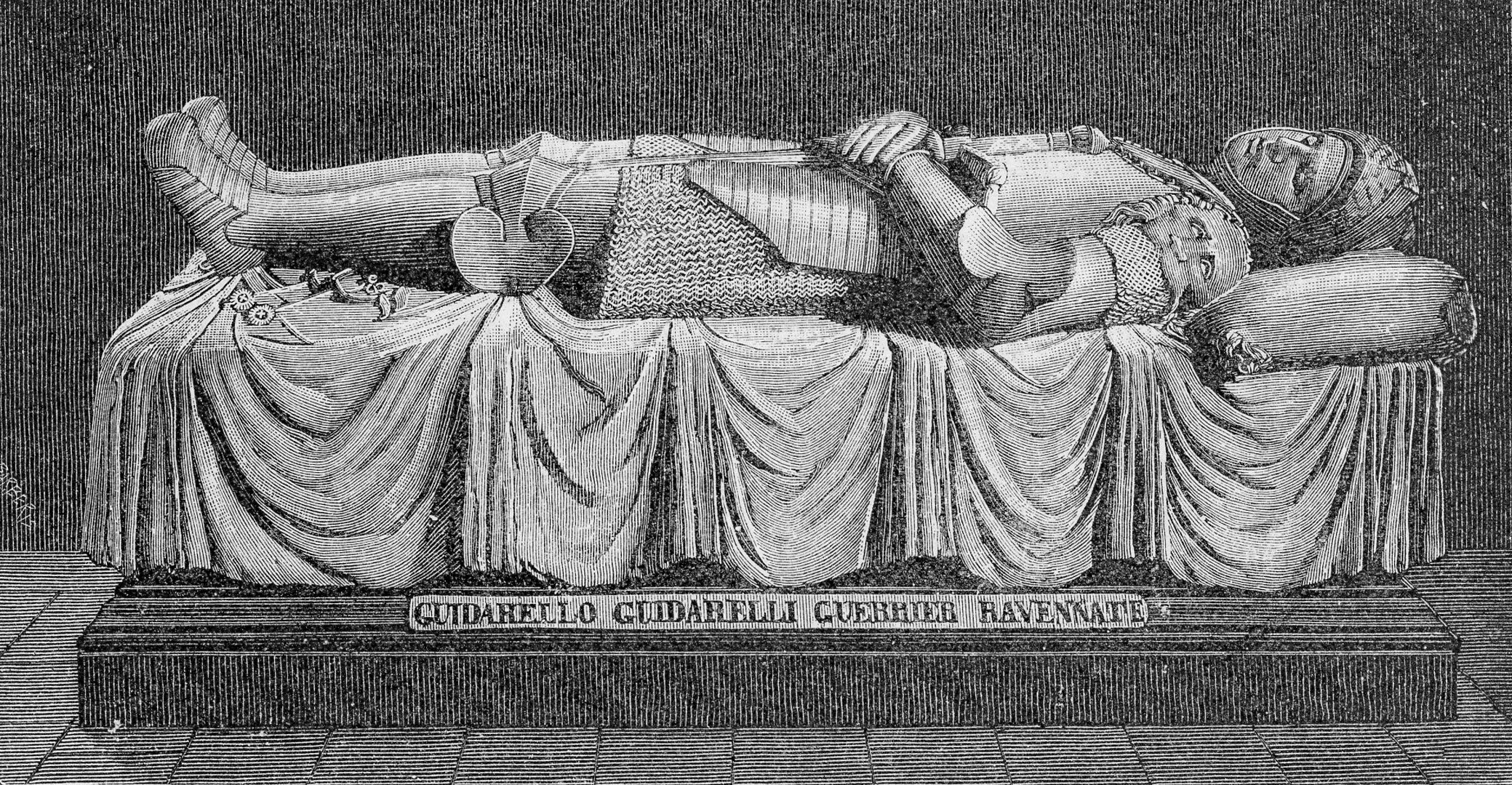
La lastra tombale del Guidarello (xilografia di Giuseppe Barberis, 1900)

Sulle circostanze, sui colpevoli e sui motivi che scatenarono la tragedia non ci sono notizie certe, ma soltanto supposizioni.
Seconda una prima ipotesi il condottiero ravennate sarebbe stato vittima di una vendetta (per il suo ruolo di doppiogiochista che lo vide soldato del Papa e, allo stesso tempo, informatore della Serenissima Repubblica di Venezia) ordita nientemeno che dal suo signore, Cesare Borgia, e compiuta materialmente da Paolo Orsini (il quale morirà strangolato il 3 gennaio 1503 per mano dello stesso Cesare Borgia, in seguito ad un tradimento questa volta ordito contro di lui).
Per molto tempo questa fu l'ipotesi più accreditata e la sostennero storici come Corrado Ricci e studiosi della storia ravennate come Pier Desiderio Pasolini.

Solo nel 1930 l'accademico Augusto Campana scoprì un particolare di una cronaca dell'epoca, secondo la quale Guidarello sarebbe stato vittima di una disputa nata per futili motivi con un certo Virgilio Romano: 
(Giuliano Fantaguzzi, cronaca cesenate del 13 marzo 1501)
 Secondo il cronista Fantaguzzi, Guidarello avrebbe acconsentito alla richiesta del nobile Virgilio Romano di prestargli una «camisa a la spagnola bellissima de lavori d'oro» (forse in realtà una sopravveste) per il ballo mascherato. Al termine della festa, o nei giorni immediatamente successivi, Virgilio si sarebbe rifiutato di restituire l'indumento al legittimo proprietario; ne sarebbe nato un diverbio, sfociato poi nel tragico duello in cui Guidarello venne ferito gravemente.
Quel che è certo è che, in fin di vita, il condottiero ravennate venne portato in casa del giureconsulto Penserio Sassatelli, il cui palazzo, chiamato in seguito Bissini, si trovava in via Emilia, al numero civico 69 (oggi Palazzo Monsignani). Dopo alcuni giorni d'agonia, il 6 o 7 marzo 1501 Guidarello Guidarelli morì. Venuto a conoscenza del fatto Cesare Borgia diede ordine di trovare l'assassino e, una volta catturato, lo fece decapitare («li fé tajare la testa»).

### Sepoltura
Il 6 marzo 1501, poco prima di morire, Guidarello riuscì a dettare il testamento e a dare le ultime disposizioni circa la sua sepoltura. Venne chiamato a tal scopo Giovanni Cecchi, un notaio ravennate. Alla moglie Benedetta Del Sale venne dato il compito di controllare che tutto si svolgesse secondo le volontà testamentarie.
Guidarello volle espressamente che il suo corpo fosse riportato a Ravenna e che la sua salma venisse tumulata in un sepolcro all'interno della chiesa di San Francesco, più precisamente nella cappella di San Liberio, detta anche del Crocifisso, assieme agli altri membri della famiglia Del Sale. Così fu fatto.
Guidarello volle anche destinare la somma di 600 ducati a lavori di scultura per arricchire ed abbellire la cappella e la tomba dove sarebbe stato tumulato.

## Lastra tombale
(Bernardino Catti, La morte di Guidarello cavaliere ravennate, 1502)

### Ubicazione originaria e successive traslazioni

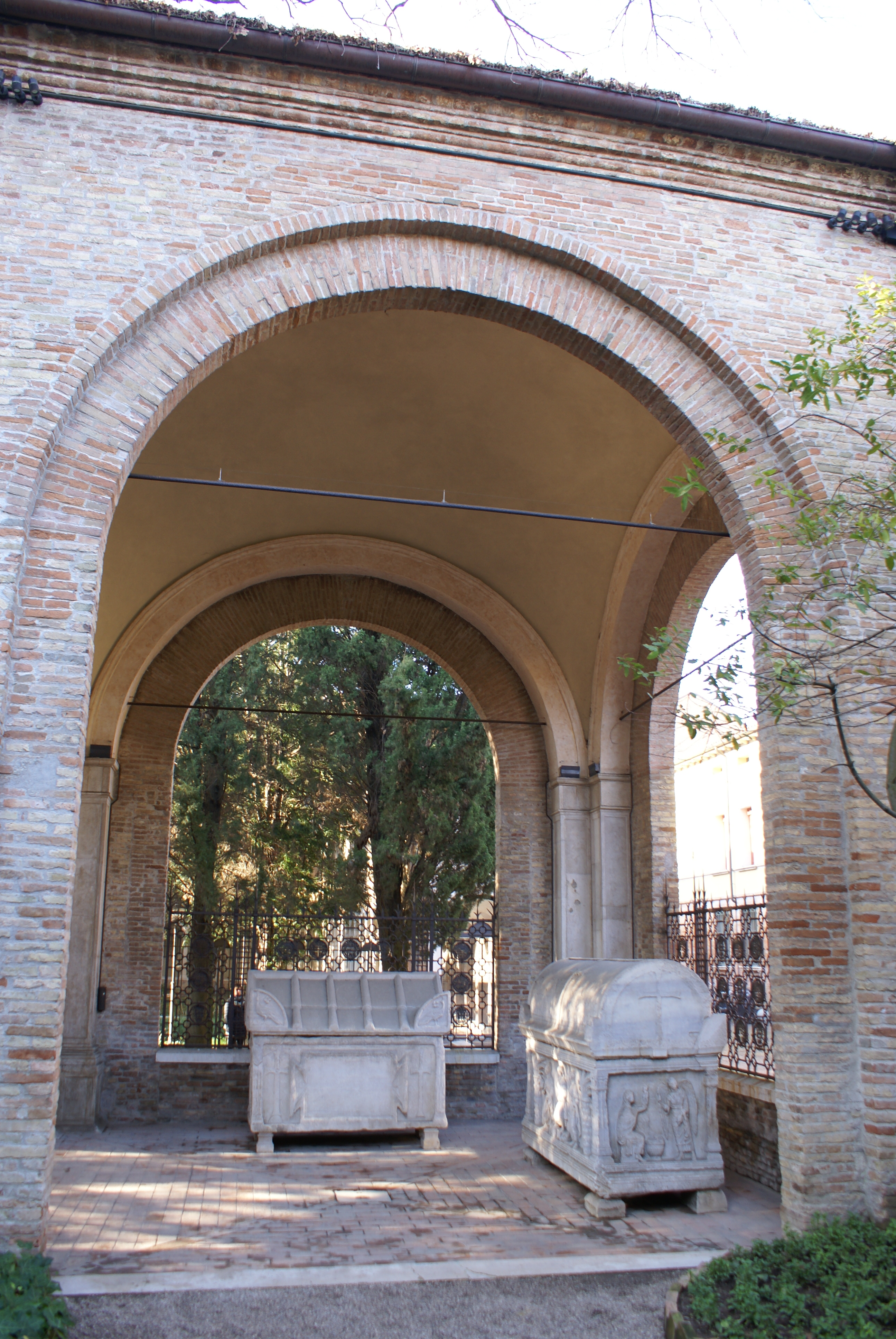
Quadrarco di Braccioforte, dove fu conservata per qualche tempo la tomba di Guidarello. Oggi rimangono al suo interno soltanto due sarcofagi (chiesa di San Francesco, Ravenna).

Originariamente la tomba poggiava su un'arca antica. Solamente nel 1525, a distanza di 24 anni dalla sua morte, venne commissionata dalla stessa moglie Benedetta (o, secondo altri, dal cugino di lei, Bartolomeo) una lastra tombale che raffigurasse il cavaliere ravennate, seguendo le volontà del condottiero.
La tomba di Guidarello rimase nella cappella di San Liberio fino al 1650, quando venne trasferita nel Quadrarco di Braccioforte, un sepolcreto a cielo aperto attiguo alla basilica e dedicato ai personaggi illustri (nei pressi si trova anche la tomba di Dante Alighieri) e alle famiglie eminenti di Ravenna.
Secondo un documento dell'epoca, nel 1827 la famiglia Rasponi Del Sale, allora proprietaria del monumento funebre, decise di esporre la tomba all'Accademia di Belle Arti di Ravenna, nella primissima sede di via Baccarini, fondata in quell'anno e inaugurata poi nel 1829.
Durante la seconda guerra mondiale, per impedire ai bombardamenti eventuali danneggiamenti, il sepolcro di Guidarello venne spostato in una non meglio precisata villa di campagna.
Solo nel 1945, alla fine del conflitto, esso fece ritorno alla vecchia sede dell'Accademia di Belle Arti. Nel 1949 negli stessi locali di via Baccarini, a fianco della Biblioteca Classense, fu istituito il Liceo Artistico e la statua fu posta in una saletta al mezzanino della stessa scuola. Fu trasferita poi il 3 novembre 1970 nella nuova sede dell'Accademia di Belle Arti, ovvero l'ex monastero di Santa Maria in Porto (in via di Roma, al numero civico 13).
Dapprima fu collocato in una sala al piano terra, ma nel 1972 venne traslato al secondo piano, nella nuova sede del Museo d'arte della città di Ravenna – la cosiddetta Loggetta lombardesca o Loggia del giardino (posta sul retro dell'ex monastero) – dove ancora oggi si può ammirare.

### Il mistero sull'autore
L'interrogativo principale che avvolge la lastra tombale di Guidarello Guidarelli riguarda l'autore. Le prime ipotesi vollero identificare nel ravennate Giacomello Baldini lo scultore della statua. In seguito venne avanzato il nome di un altro ravennate, Severo di Ravenna, per poi arrivare ad attribuire l'opera alla bottega di Pietro Lombardo, nella persona del figlio Antonio prima e dell'altro figlio Tullio poi. Il primo ad ipotizzare la mano di Tullio Lombardo fu il canonico Antonio Tarlazzi. A sostenere fermamente la teoria di Tarlazzi fu lo storico d'arte Corrado Ricci che, in un saggio del 1886 trattante l'argomento, respinse con forza la convinzione – perdurante da tre secoli – secondo cui l'opera fosse da attribuire a Giacomello Baldini o ad altri scultori. Le convinzioni dello storico d'arte si basavano per lo più su due manoscritti inediti del Settecento.
Il mistero si risolse definitivamente in seguito al ritrovamento nel 1914 di un documento, datato 21 giugno 1525, attestante il pagamento di 350 ducati a favore dello scultore Tullio Lombardo per lavori eseguiti nella cappella di San Liberio, all'interno della chiesa di San Francesco a Ravenna (la stessa cappella dove fu tumulato in origine il corpo di Guidarello).
Da allora l'attribuzione della paternità dell'opera allo scultore Tullio Lombardo non venne più messa in discussione, o almeno fino all'ultimo decennio del XX secolo, quando due storici d'arte, Andrea Bacchi e Desideria Cavina, fecero riemergere i dubbi sull'autore del monumento funerario. La loro opinione si fonda sia sull'incongruenza di alcuni aspetti dell'armatura (come l'elmo e gli speroni) con quelli in uso nel periodo rinascimentale, sia sul contrasto stilistico di alcuni elementi della lastra tombale, i quali porterebbero ad una datazione nettamente posteriore rispetto all'epoca rinascimentale di Tullio Lombardo, ovvero l'epoca romantica del XIX secolo.
A sostegno dell'ipotesi ci sarebbero particolari interessanti, come il patetismo e la ricchezza di dettagli del volto (difficilmente riscontrabili nella corrente rinascimentale, mentre tipici di quella romantica) in netto contrasto con la quasi stilizzazione dei guanti e delle scarpe (che rimanda invece all'arte rinascimentale) e, cosa più importante, la incongruenza stilistica con le altre opere del Lombardo (come ad esempio gli stessi pilastri della cappella di San Liberio, da lui scolpiti).
Le nuove rivelazioni porterebbero a considerare l'attuale Guidarello come una semplice imitazione, scolpita tra il 1830 e il 1840, dell'originale di Tullio Lombardo. Fra coloro che hanno espresso dubbi sull'originalità della lastra tombale si è schierato anche Vittorio Sgarbi, il quale ha ritenuto l'opera un clamoroso falso del periodo romantico.
Quello che si sa per certo è che quando venne fondata l'Accademia di Belle Arti le famiglie ravennate vi depositarono le loro opere d'arte, per poi ritirarle nel corso del secolo. È noto che la famiglia Rasponi Del Sale nel 1827 consegnò all'Accademia la tomba di Guidarello, per poi ritirarla allo scoppio della seconda guerra mondiale. Quel che può essere successo è che, quando gli eredi decisero di restituire la lastra tombale all'Accademia di Belle Arti, invece di consegnare l'originale, potrebbero aver consegnato solo una copia.

### Notorietà
(Guido Umberto Maioli, «La Borga», pag. 226)
Il velo di mistero che avvolge la statua di Guidarello Guidarelli contribuì a dare notorietà all'opera, ma la sua fama la si deve anche ai numerosi elogi scritti su di essa.

#### Italia
Dapprima si trattò di scritti locali, ideati per lo più per suscitare interesse turistico. Poi intervennero storici illustri e famosi poeti. Tra gli storici si ricorda il ravennate Corrado Ricci e il fiorentino Gino Capponi, il quale scrisse: «All'Accademia di Belle Arti di Ravenna è una statua giacente d'un guerriero morto, mirabile fra quante opere di scoltura io mi abbia veduto mai. Quella testa, a cui rimane tuttora come l'impressione della vita tolta violentemente, ha tale verità sublime che non ho parole per lodarla. V'è, direbbesi con frase romantica, la vita della morte». Il fascino che la statua suscitò nello storico lo portò nel 1837 a scrivere una lettera all'Accademia di Belle Arti di Ravenna in cui chiedeva di poterne avere un gesso.

Fra i poeti italiani che, rimasti affascinati dalla bellezza della lastra tombale, hanno dedicato versi al condottiero ravennate, il più celebre è Gabriele D'Annunzio: 
(Gabriele D'Annunzio, da Le città del silenzio, Elettra)
Al condottiero ravennate sono state dedicate anche poesie in dialetto romagnolo, come i due sonetti U s'è dest Guidarell e In sta nota d'j inghen del poeta bertinorese Aldo Spallicci.

#### Estero
Da una realtà nazionale la notorietà del Guidarello varcò i confini dell'Italia per raggiungere altri Paesi, grazie ai numerosi diari su cui importanti personaggi (come Augustus Hare, Ernest Forster, Charles Diehl e Anatole France) lasciarono le loro impressioni dopo aver visto la statua, che chiamavano semplicemente col nome di Braccioforte (dal nome del sepolcreto Quadrarco di Braccioforte in cui fu esposta la tomba per un certo periodo di tempo). Proprio grazie a questo interesse sempre crescente, i musei di tutto il mondo arrivarono a richiedere una copia della lastra tombale. Ne sono esempio il South Kensington Museum di Londra, il Museum of Fine Arts di Boston e i musei di Buenos Aires, New York, Worcester (Gran Bretagna), Aberdeen (Scozia), Chicago, Ottawa e Mosca.

### Leggenda
(Leggenda popolare)
Nel maggio 1935 la lastra del Guidarello venne mandata al Petis Palais di Parigi (edificio che ospita il Museo di Belle Arti parigino) come elemento di esposizione della Mostra d'Arte Italiana del Rinascimento. Al ritorno in Italia venne notata una incrinatura del marmo in corrispondenza del piede destro. Inoltre, la statua presentava segni evidenti di imbrattatura, dovuti probabilmente ad un tentativo di crearne un calco. Questo trattamento subìto nella città parigina costrinse nel 1938 l'Accademia di Belle Arti di Ravenna a declinare fermamente ulteriori inviti di esposizione all'estero, come avvenne per una mostra allestita a Belgrado, di cui il Guidarello doveva fare parte. La giustificazione addotta dall'allora direttore Vittorio Guaccimanni fu quella di dover sottoporre la lastra tombale ad una ripulitura dalle tracce di rossetto lasciate dalle turiste che lo avevano baciato, e che pertanto il Guidarello non sarebbe stato esposto a nessun pubblico per tutta la durata dell'intervento. La celia raccontata dal conte Guaccimanni venne immediatamente colorita dai cronisti locali, a cui si deve principalmente la nascita della leggenda, secondo la quale le donne che avrebbero baciato il Guidarello si sarebbero sposate entro l'anno, mentre le donne già sposate avrebbero partorito un figlio «altrettanto bello come il giovane guerriero».
Complice il fascino del cavaliere, pare che siano state oltre cinque milioni di donne, nel corso di due secoli, a baciare il volto del Guidarello.

## Premio Guidarello
Nel 1971 il giornalista Walter Della Monica, all'epoca responsabile del Centro Relazioni Culturali di Ravenna, lega il nome del Guidarello ad un premio giornalistico da lui ideato e sostenuto: il Premio Guidarello, assegnato al giornalista che si è particolarmente distinto nell'ultimo anno solare.

## Cinema

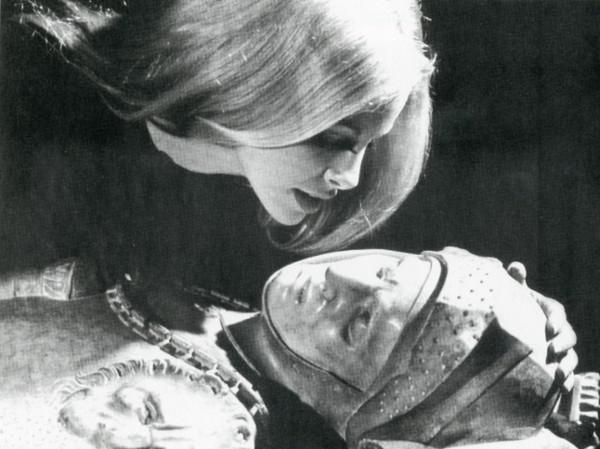
Sydne Rome in un'immagine tratta dal film La ragazza di latta (1970).

- Guidarello Guidarelli è citato nel film Il tigre (regia di Dino Risi, 1967), allorquando una studentessa dell'Accademia di Belle Arti fa notare al protagonista (Vittorio Gassman) la sua somiglianza con il condottiero ravennate.
- Nel 1970 la statua divenne protagonista di qualche sequenza del film La ragazza di latta, una pellicola cinematografica girata a Ravenna dal regista Marcello Aliprandi, con Sydne Rome come attrice protagonista.

## Curiosità
- La lastra tombale raffigurante Guidarello Guidarelli misura cm. 170 x 58.
- Nella seconda metà dell'Ottocento la fama della lastra tombale ravennate, tanto in Italia quanto all'estero, e le continue richieste di copie portarono l'Accademia di Belle Arti di Ravenna a stabilire dei costi per le riproduzioni: 250 lire a copia, più ulteriori 50 lire per coprire le spese di imballaggio, spedizione e deposizione in loco[1].
- Nel 1881 si intitolò una via di Ravenna a Guidarello Guidarelli, e più precisamente quella che portava da via Nino Bixio a via Port'Aurea. La via Guidarello era conosciuta, all'epoca, anche come strada del Collegio Vecchio, poiché fiancheggiava il Collegio dei Nobili (trasformato nel 1871 in Caserma di Artiglieria)[12].
- Secondo la tradizione la casa di Guidarello Guidarelli e della moglie Benedetta Del Sale era situata in fondo a via Baccarini, precisamente dove oggi sorge Piazza Caduti per la libertà, mentre il retro dava su via Guidone. L'abitazione venne eretta prima del 1487. Un documento risalente a quell'anno decretava, infatti, l'ordine di lastricare «la strata de porta san Mamo cominzando da dicta Porta et venendo zuso fino ala casa de misser Guidarello de Guidarelli et da dicta casa fino ala selegata del canton de d. Aloysio Castello...» (Ducale, vol. 8, carta 147 - Archivio Storico Comunale di Ravenna). Nel 1926, quando ormai la casa versava in stato di abbandono da molto tempo, parte del cornicione e del tetto crollarono. Si decise così di demolirla, ma venne smantellata solo nel 1934[12].
- Da quando la notorietà della lastra tombale raffigurante Guidarello Guidarelli ha raggiunto tutto il territorio nazionale ed estero, complice anche la leggenda di cui è oggetto, vengono spedite da tutto il mondo lettere d'amore, spesso contenenti del denaro, con l'ordine di acquistare mazzi di rose rosse da deporre ai piedi della statua. Tali lettere vengono gestite da un apposito ufficio dell'Ente locale del Turismo di Ravenna[1].
- Nel 2004 si è proceduto all'ennesimo restauro della lastra tombale (il precedente risale al 1904) eliminando dalla lastra funebre tracce di rossetto, gesso, malta, polveri ed oli accumulati nel corso dei secoli. Il restauro è stato affidato alla Scuola per il Restauro del Mosaico della Sopraintendenza di Ravenna. Per l'occasione è stato allestito un laboratorio aperto al pubblico[1]. A seguito del restauro è stato apposto il divieto di toccare la statua, ora sorvegliata da telecamere.

## Galleria d'immagini

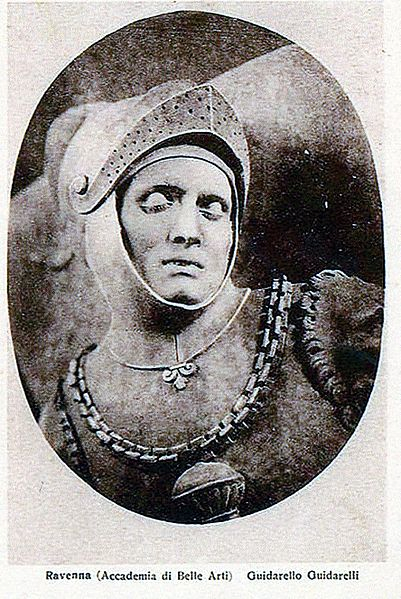
Cartolina risalente agli anni quaranta del Novecento
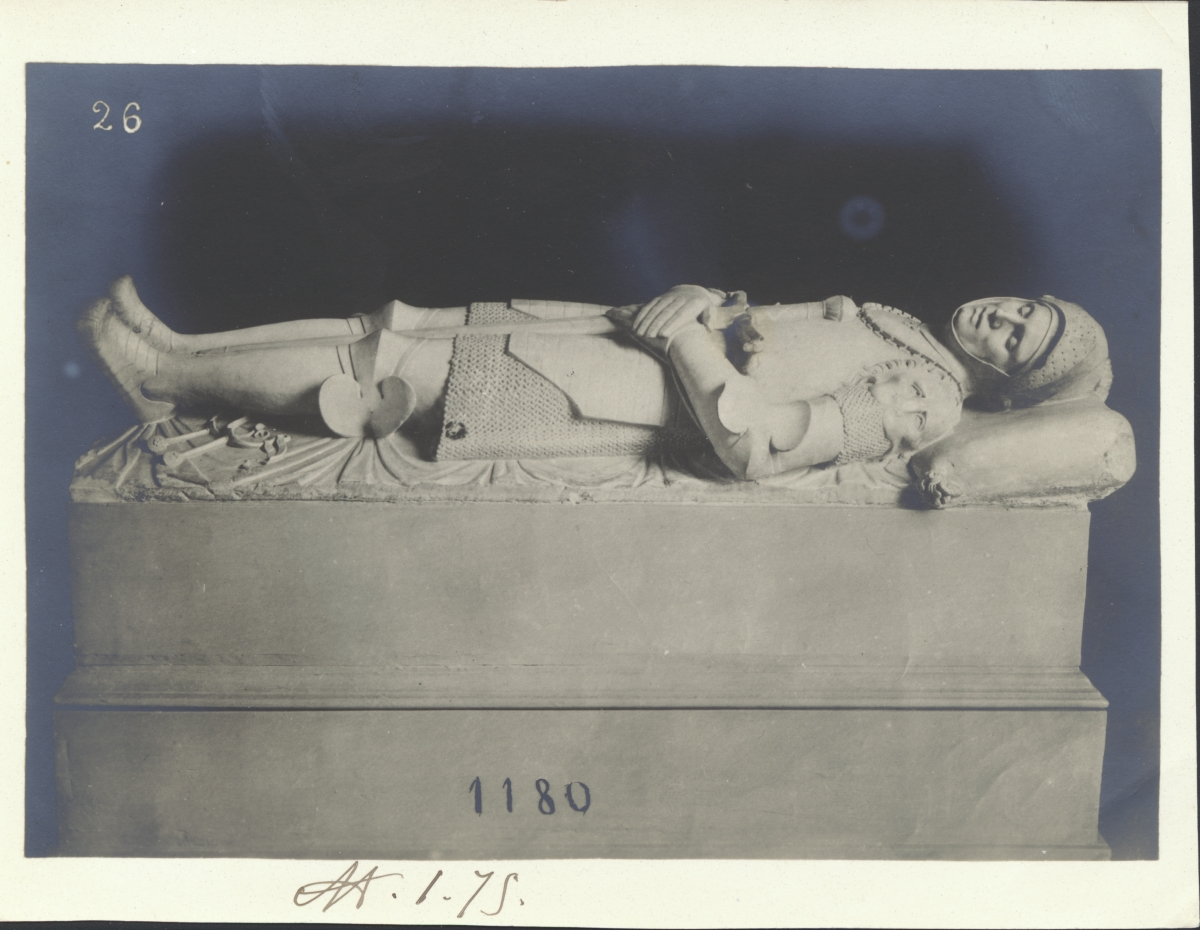
Foto della lastra tombale risalente al 1910
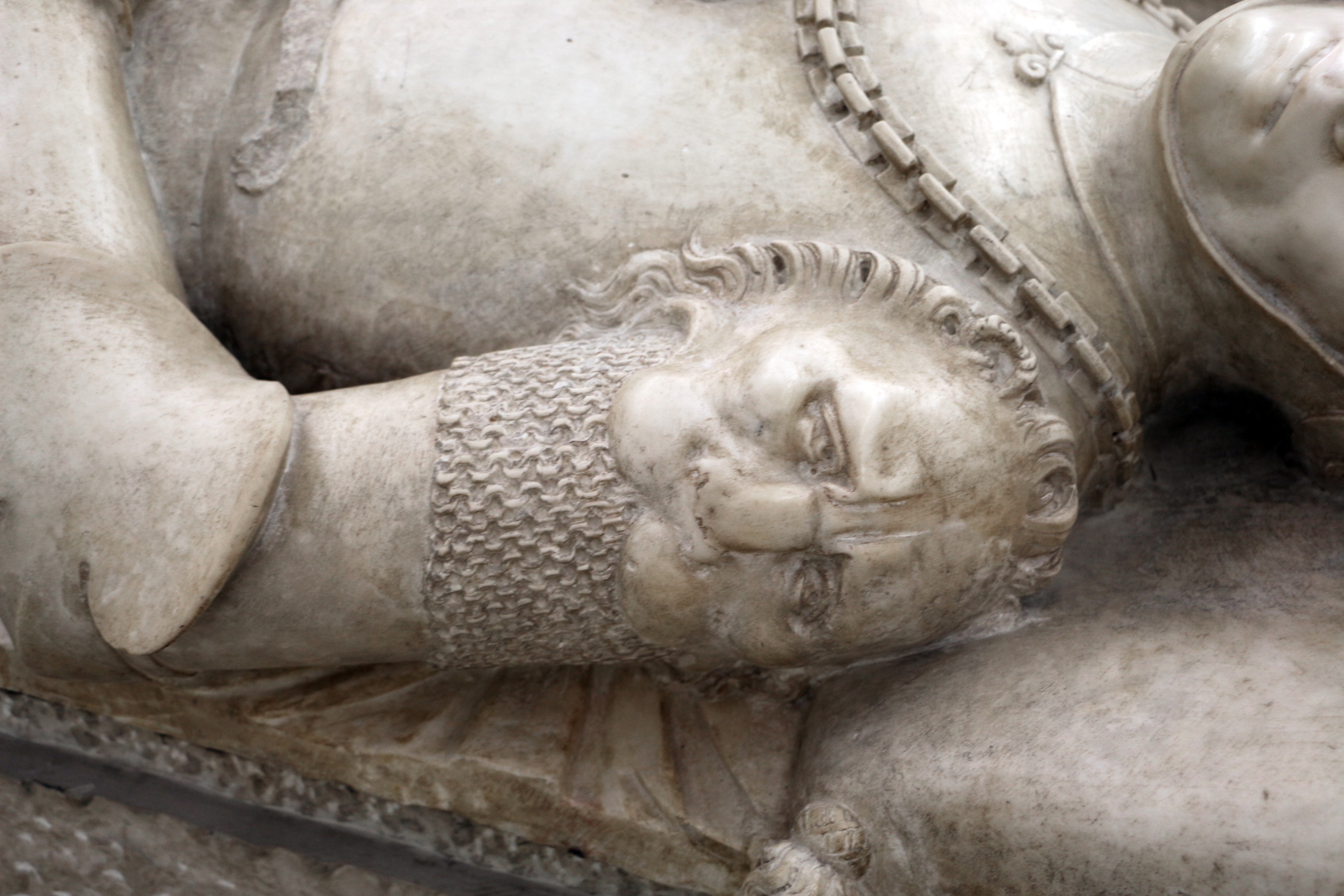
Particolare della lastra tombale (spallaccio e parte del bracciale)
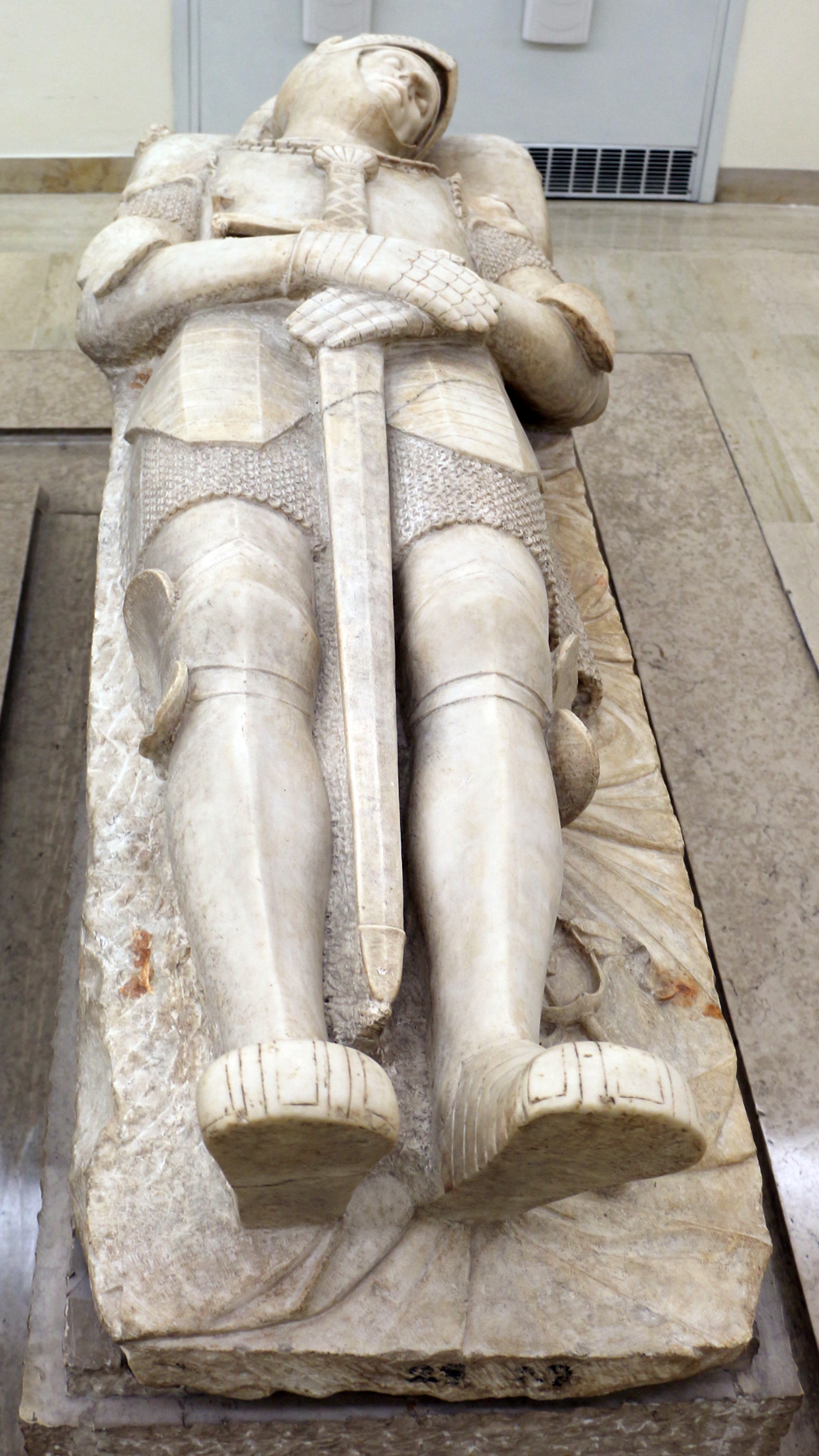
Lastra tombale di Guidarello Guidarelli